# Driving Rain
Driving Rain (englisch für „Schlagregen“) ist das 13. Soloalbum von Paul McCartney. Gleichzeitig ist es einschließlich der Wings-Alben, der Fireman-Alben, der klassischen Alben, der Livealben und Kompilationsalben das 34. Album von Paul McCartney nach der Trennung der Beatles. Es wurde am 12. November 2001 in Großbritannien und in den USA veröffentlicht.

## Entstehung
Seit seinem letzten Studioalbum Run Devil Run veröffentlichte Paul McCartney mit seiner damaligen Lebensgefährtin Heather Mills im Dezember 1999 die Single Vo!ce, es folgte im Juni 2000 die Veröffentlichung des Buddy-Holly-Liedes Maybe Baby, das auf dem gleichnamigen Soundtrackalbum erschien. Im April 2001 wurde zu Ehren von Ian Dury das Tributalbum Brand New Boots and Panties veröffentlicht, für das Paul McCartney das Lied I’m Partial to Your Abracadabra beisteuerte, das Lied erschien in Großbritannien auch als Promotion-CD. Für das Kompilationsalbum Good Rockin’ Tonight – The Legacy of Sun Records steuerte Paul McCartney That’s All Right bei, das Album erschien im Oktober 2001. Im Dezember 2001 wurde auf dem Album Love & Faith & Inspiration von Lindsay Pagano das Duett So Bad mit Paul McCartney veröffentlicht. Das Original dieser Neuaufnahme stammt vom Album Pipes of Peace.
Die Aufnahmen für das Album Driving Rain fanden in den Henson Studios in Los Angeles statt und begannen am 16. Februar 2001. McCartney formierte für dieses Projekt eine neue Begleitband. Einige der eingeladenen Musiker wie Rusty Anderson und Abe Laboriel junior sollten ihn später auch auf weiteren Alben und Tourneen begleiten. Bei der Ausarbeitung achtete McCartney stets auf eine spontane und frisch wirkende Gesamtstimmung, die er zu erreichen versuchte, indem er den Musikern das jeweilige Lied zuerst mit einer akustischen Gitarre vorspielte, sie es kurz einstudieren und dann aufnehmen ließ.
Erstmals war David Kahne der Produzent, der später bei Aufnahmen für das Studioalbum Memory Almost Full engagiert wurde. Die Lieder des Albums, außer Your Loving Flame, wurden zwischen dem 16. Februar und 2. März 2001 aufgenommen. Die Aufnahmen der Lieder Your Loving Flame und Vanilla Sky erfolgten im Juni 2001. Musikalisch wirkt das Album rauer als Flaming Pie, was auch dadurch bedingt ist, dass für die Aufnahmen relativ wenig Zeit verwendet worden ist. McCartney sagte dazu: „Wir kamen am Montagmorgen herein, ich zeigte ihnen ein Lied und wir fingen an, es zu spielen. Wir wussten nicht, was passieren würde, und es war für uns alle ein bisschen eine Reise ins Unbekannte. Die Band auf diesem Album ist eine neue Band, mit der ich noch nie zuvor gearbeitet habe, die ich noch nie zuvor getroffen habe. Es war auch für David Kahne etwas Unbekanntes und folglich begann es ein bisschen anders zu sein, als jeder von uns es getan hätte. Es gab ein oder zwei Tracks, auf denen wir etwas hinzugefügt haben, aber im Allgemeinen haben wir es einfach live aufgenommen, schnell und einfach.“
Vanilla Sky ist das Titellied des gleichnamigen Spielfilms. Es wurde im Dezember 2001 auf dem Soundtrackalbum Music from Vanilla Sky und als Promotion-CD veröffentlicht und wurde nicht für das Album Driving Rain verwendet. Das Lied Vanilla Sky erhielt eine Nominierung für den Oscar, und Paul McCartney trug das Stück am 24. März 2002 während der Oscarverleihung vor. Im Jahr 2003 erhielt Vanilla Sky ebenfalls eine Grammy-Nominierung in der Kategorie Soundtrack.
Der letzte Titel Freedom entstand, als sich Paul McCartney am 11. September 2001 in einem Flugzeug in New York befand, während sich die Terroranschläge ereigneten. Unter dem Eindruck dieser Geschehnisse komponierte er Freedom und spielte es beim Konzert für New York City. Relativ kurzfristig stoppte er die CD-Produktion von Driving Rain, damit Freedom in der Livefassung dieses Konzerts dem Album hinzugefügt werden konnte. Da die CD-Cover zu diesem Zeitpunkt bereits hergestellt waren, wurde das Lied Freedom auf der Trackliste nicht erwähnt. Die ursprünglichen Promotion-CDs beinhalteten das Lied Freedom nicht.
Einige der Lieder behandeln textlich seine Beziehungen zu seiner verstorbenen Frau Linda und zu Heather Mills. McCartney sagte dazu: „Die Texte auf dem Album sind ziemlich einfach, es gibt nichts, was tief tiefgründig ist.“ Vier der Lieder wurden im Januar 2001 in Goa, Indien, geschrieben, dazu gehören Lonely Road, I Do, About You und der Text von Riding Into Jaipur, dessen Musik zuvor auf den Malediven geschrieben wurde. Your Loving Flame entstand in New York, Driving Rain in Los Angeles.
Das Album Driving Rain verkaufte sich nicht gut, so erreichte es nur Platz 46 in den Charts von Großbritannien. Kein neues Studioalbum von Paul McCartney bis einschließlich McCartney III platzierte sich in Großbritannien niedriger. Ob die geringen Verkäufe durch ein verfehltes Vermarkten seitens der Schallplattenfirma, die Musik oder das Cover bedingt waren, bleibt spekulativ. In den USA bekam das Album im Jahr 2002 zeitweise eine Papphülle mit einem neu gestalteten Cover. Bedingt durch den Erfolg der Drivin’ USA Tournee wurde das Album Driving Rain im April 2002 für 500.000 verkaufte Exemplaren mit Gold ausgezeichnet.
Paul McCartney trat am 15. Dezember 2001 in der deutschen Unterhaltungs-Show Wetten, dass..? auf, um seine neue Single Freedom vorzustellen.
Das Album wurde in Europa auch als Vinyl-Doppelalbum veröffentlicht.

## Covergestaltung
Das Cover entwarfen Norman Hathaway, Micha Weidmann und Donat Raetzo. Die schwarz-weißen Coverfotos stammen von Paul McCartney, die er 2001 mit einer Casio Wrist Camera Watch (digitale Kamera in einer Armbanduhr) fotografiert hatte. Die Fotos sind größtenteils undeutlich zu erkennen und verpixelt. Der CD liegt ein 22-seitiges bebildertes Begleitheft bei, das Information zum Album zu den Liedern und die Liedtexte, enthält.
Die Vinyl-Edition enthält zwei Langspielplatten in einer einzigen äußeren Hülle, mit Texten auf den Innenhüllen.

## Titelliste
An den Titeln Spinning on an Axis und Back in the Sunshine Again war McCartneys Sohn James kompositorisch beteiligt, die übrigen Titel wurden von Paul McCartney komponiert. Da Freedom erst kurz vor der Veröffentlichung hinzugefügt wurde, ist das Lied nicht in der Titelliste der Veröffentlichung aufgeführt.
1. Lonely Road – 3:16
2. From a Lover to a Friend – 3:48
3. She’s Given Up Talking – 4:57
4. Driving Rain – 3:26
5. I Do – 2:56
6. Tiny Bubble – 4:21
7. Magic – 3:59
8. Your Way – 2:55
9. Spinning on an Axis (Paul McCartney / James McCartney) – 5:16
10. About You – 2:54
11. Heather – 3:26
12. Back in the Sunshine Again (Paul McCartney / James McCartney) – 4:21
13. Your Loving Flame – 3:43
14. Riding Into Jaipur – 4:08
15. Rinse the Raindrops – 10:08
16. Freedom (live mit Eric Clapton) – 3:34

iTunes Bonus-Titel (2007)
- From a Lover to a Friend (David Kahne remix 2) – 5:26

## Weitere Informationen zu einzelnen Liedern
- Lonely Road spiegelt die persönliche Situation von Paul McCartney nach dem Tod seiner Frau Linda wider.
- She’s Given Up Talking behandelt eine McCartney bekannte Familie, deren Tochter eine Zeitlang das Sprechen aufhörte.[8]
- Your Loving Flame ist ein Liebeslied für Heather Mills und wurde erstmals am 2. Dezember 1999 in einer Fernsehsendung von Michael Parkinson gespielt. David Gilmour spielte Gitarre und Paul McCartney Klavier. Eine weitere Darbietung des Liedes erfolgte am 12. Dezember 2001 in Oslo während der Nobelpreis-Veranstaltung, bei der Paul McCartney das Lied dem zwei Wochen zuvor verstorbenen George Harrison widmete.
- Weitere Liebeslieder für Heather sind I Do, Your Way und das Instrumentalstück Heather.
- Magic behandelt textlich das Treffen von Paul und Linda McCartney im Londoner Musikclub Bag O’Nails (einer der von Paul McCartney nach Auftritten bevorzugten Clubs, wenn Restaurants und Pubs bereits geschlossen hatten[9]).
- Freedom ist nach Give Ireland Back to the Irish aus dem Jahr 1972 die zweite Single mit politischem Text von Paul McCartney, der sich laut eigener Aussage am 11. September 2001 während der Terroranschläge in New York aufhielt und anschließend das Lied Freedom komponierte.
- Mit 10 Minuten war Rinse The Raindrops McCartneys längster veröffentlichter Studiotrack seit Secret Friend von 1980. McCartney und seine Begleitband jammten etwa 30 Minuten lang, woraufhin Produzent David Kahne die endgültige Version herstellte.
- In Quellen wird erwähnt, dass weitere – bisher unveröffentlichte – Lieder existieren: You Are Still Here (eine Ballade für Linda McCartney), Always Be There und If This Is Wrong. Es ist aber nicht nachweisbar, dass diese Lieder existent sind.

## Wiederveröffentlichung
- Im Mai 2007 wurde das Album im Download-Format veröffentlicht.
- Am 8. März 2011 wurde das Album bei der Tonträgergesellschaft Hear Music / Universal Music Group wiederveröffentlicht.[10]

## Single-Auskopplungen

### From a Lover to a Friend
Am 29. Oktober 2001 wurde in Großbritannien die Single From a Lover to a Friend / Riding into Jaipur als 7″-Vinyl-Single veröffentlicht.
Die 5″-CD-Single enthält folgende Lieder: From a Lover to a Friend / From a Lover to a Friend (David Kahne Remix 1) / From a Lover to a Friend (David Kahne Remix 2).
In den USA wurde die Single nicht veröffentlicht, es wurden aber 5″-CD-Promotionsingles mit dem Lied From a Lover to a Friend hergestellt und an Radiostationen verteilt.

### Freedom
Am 5. November 2001, eine Woche nach der Veröffentlichung der Single From a Lover to a Friend erschien in Großbritannien und Kontinentaleuropa die 5″-CD-Single Freedom / From a Lover to a Friend (David Kahne Remix 1) / From a Lover to a Friend (David Kahne Remix 2). In Deutschland und Großbritannien wurden 5″-CD-Promotionsingles hergestellt, die nur Freedom enthalten.
In den USA wurde Freedom am 13. November 2001 als einzige Singleauskopplung veröffentlicht, die 5″-CD-Single hatte die gleiche Titelzusammenstellung wie in Großbritannien. Darüber hinaus wurde in den USA auch eine 7″-Vinyl-Jukeboxsingle (Freedom (Radio Edit)/From a Lover to a Friend) und 5″-CD-Promotionsingles Freedom (Radio Edit) / Freedom (Album Version) hergestellt.

### Lonely RoadundYour Loving Flame
Im März 2002 wurden in den USA zwei Promotion-CD-Singles hergestellt:
- Lonely Road (Dave Way Remix) / Lonely Road (Album Version)[20]
- Your Loving Flame (Album Version) / Your Loving Flame (Dave Way Remix)[21]

Obwohl für beide Lieder Musikvideos gedreht wurden, verzichtete Capitol Records darauf, eine weitere Kaufsingle herzustellen.
Es wurde lediglich in den USA am 24. Juni 2002 die 7″-Vinyl-Jukebox-Single Your Loving Flame / Lonely Road veröffentlicht.

### Musikvideos
Musikvideos wurden zu den Liedern From a Lover to a Friend, Freedom, Lonely Road und Your Loving Flame produziert.

## Promotionveröffentlichungen
- In Japan wurde die Promotion-CD-Single Driving Rain (Album Version) hergestellt.[23]
- In den USA wurde die Promotion-CD Driving Rain White Label-Sampler hergestellt, diese enthält folgende sechs Lieder: Lonely Road / From a Lover to a Friend / She’s Given Up Talking / Your Way / I Do / Rinse the Raindrops.[24]
- In Großbritannien und Frankreich wurden Promotion-CDs des Albums ohne das Lied Freedom hergestellt.[25]
- In Deutschland wurde eine 43-minütige Promotion-Interview-CD hergestellt.[26]

## Kommerzieller Erfolg

### Chartplatzierungen
Album

| Jahr | Titel        | Höchstplatzierung, Gesamtwochen, AuszeichnungChartplatzierungen (Jahr, Titel, Platzierungen, Wochen, Auszeichnungen, Anmerkungen) | Höchstplatzierung, Gesamtwochen, AuszeichnungChartplatzierungen (Jahr, Titel, Platzierungen, Wochen, Auszeichnungen, Anmerkungen) | Höchstplatzierung, Gesamtwochen, AuszeichnungChartplatzierungen (Jahr, Titel, Platzierungen, Wochen, Auszeichnungen, Anmerkungen) | Höchstplatzierung, Gesamtwochen, AuszeichnungChartplatzierungen (Jahr, Titel, Platzierungen, Wochen, Auszeichnungen, Anmerkungen) | Höchstplatzierung, Gesamtwochen, AuszeichnungChartplatzierungen (Jahr, Titel, Platzierungen, Wochen, Auszeichnungen, Anmerkungen) | Anmerkungen |
| Jahr | Titel        | DE | AT | CH | UK | US | Anmerkungen |
| ---- | ------------ | --- | --- | --- | --- | --- | ----------- |
| 2001 | Driving Rain | DE23 (5 Wo.)DE | AT31 (4 Wo.)AT | CH62 (2 Wo.)CH | UK46 (3 Wo.)UK | US26 (10 Wo.)US |             |

Singles

| Jahr | Titel                    | Höchstplatzierung, Gesamtwochen, AuszeichnungChartplatzierungen (Jahr, Titel, , Platzierungen, Wochen, Auszeichnungen, Anmerkungen) | Höchstplatzierung, Gesamtwochen, AuszeichnungChartplatzierungen (Jahr, Titel, , Platzierungen, Wochen, Auszeichnungen, Anmerkungen) | Höchstplatzierung, Gesamtwochen, AuszeichnungChartplatzierungen (Jahr, Titel, , Platzierungen, Wochen, Auszeichnungen, Anmerkungen) | Anmerkungen |
| Jahr | Titel                    | AT | UK | US | Anmerkungen |
| ---- | ------------------------ | --- | --- | --- | ----------- |
| 2001 | From a Lover to a Friend | — | UK45 (3 Wo.)UK | — |             |
| 2001 | Freedom                  | AT61 (1 Wo.)AT | — | US97 (2 Wo.)US |             |

## Verkaufszahlen und Auszeichnungen
| Land/Region                  | Auszeichnungen für Musikverkäufe (Land/Region, Auszeichnung, Verkäufe) | Verkäufe |
| ---------------------------- | ---------------------------------------------------------------------- | -------- |
| Vereinigte Staaten (RIAA)    | Gold                                                                   | 500.000  |
| Vereinigtes Königreich (BPI) | Silber                                                                 | 60.000   |
| Insgesamt                    | 1× Silber · 1× Gold ·                                                  | 560.000  |

Hauptartikel: Paul McCartney/Auszeichnungen für Musikverkäufe

## Konzert für New York City
Am 20. Oktober 2001 fand im Madison Square Garden in New York das Benefiz-Konzert Konzert für New York City zu Gunsten der Opfer der Terroranschläge des 11. September 2001 statt. Das Konzert wurde von Paul McCartney organisiert, der unter anderen folgende Musiker einlud: The Who, die Rolling-Stones-Mitglieder Mick Jagger und Keith Richards, David Bowie, Elton John, Eric Clapton, Bon Jovi, Jay-Z, Destiny’s Child, die Backstreet Boys, James Taylor und Billy Joel. Paul McCartney spielte sieben Lieder: I’m Down, Lonely Road, From a Lover to a Friend, Yesterday, Freedom, Let It Be und Freedom (Reprise).
Am 27. November 2001 wurde die Doppel-CD Concert for New York City mit vier Liedern von Paul McCartney veröffentlicht: I’m Down, Yesterday, Let It Be und Freedom (Reprise). Insgesamt beinhaltet die CD 32 Lieder.
Am 29. Januar 2002 wurde die Doppel-VHS und Doppel-DVD Concert for New York City veröffentlicht.
Am 6. Dezember 2011 wurde die Dokumentation über das Konzert mit dem Titel The Love We Make auf DVD veröffentlicht, der Regisseur ist Albert Maysles.